# Арагонит
Арагонит је минерал из групе карбоната, један од два природна полиморфна облика калцијум карбоната, хемијске формуле . Други минерал са истом хемијском формулом је калцит.

## Појаве у природи
Типски локалитет арагонита је Молина-де-Арагон (шп. Molina de Aragón, Провинција Гвадалахара, Шпанија), 25 km од Арагона. Арагонитска пећина, Охтинска, се налази у Словачкој. У САД, арагонит који је формирао сталактите и „пећинске цветове“ (енгл. anthodite) је познат из Карсбад каверни и других пећина. Масивне наслаге оолитичног арагонита налазе се на дну мора на Бахамима.